# Gary Lineker's Superskills
Gary Lineker's Superskills is een computerspel dat in 1988 uitkwam voor diverse homecomputers. Met het voetbal spel kan de speler een voetbaltraining doen. 

## Platforms
| Platform     | Jaar |
| ------------ | ---- |
| Amstrad CPC  | 1988 |
| Atari ST     | 1988 |
| Commodore 64 | 1988 |
| ZX Spectrum  | 1988 |

## Ontvangst
Het spel werd matig ontvangen:
| Beoordeeld door | Platform | Datum         | Score |
| --------------- | -------- | ------------- | ----- |
| Génération 4    | Atari ST | december 1988 | 42%   |
| Power Play      | Atari ST | december 1988 | 37%   |